# Mikaël Kingsbury
Mikaël Kingsbury (født 24. juli 1992 i Deux-Montagnes, Quebec) er en canadisk freestyleskiløber.
Under vinter-OL 2014 i Sotsji vandt Kingsbury sølvmedalje i pukkelpist efter landsmanden Alexandre Bilodeau. Under vinter-OL 2018 i Pyeongchang vandt Kingsbury guld i disciplinen pukkelpist for mænd.